# Cuphea aristata
Cuphea aristata är en fackelblomsväxtart som beskrevs av William Botting Hemsley. Cuphea aristata ingår i släktet blossblommor, och familjen fackelblomsväxter. Inga underarter finns listade i Catalogue of Life.